# Детская смертность

Карта мира по уровню смертности детей до 5 лет на 1000 живорождённых по данным ВБ в 2019 году

Детская смертность (англ. under-5 mortality) — смертность детей в возрасте до 5 лет. Детская смертность в возрасте до 1 года иногда рассматривается отдельно как младенческая смертность (infant mortality).
Сокращение детской смертности — одна из целей развития тысячелетия ООН. По оценкам, миллионы детских смертей можно предотвратить увеличивая доступность вакцинации, улучшая здравоохранение, обеспечивая просвещение женщин по вопросам планирования семьи и репродуктивного здоровья.

## Показатели
В развитых странах детская смертность составляет менее 1 % от числа родившихся, однако в беднейших странах она может достигать 8 % и более.
По статистике ЮНИСЕФ детская смертность стабильно снижается, составив во всем мире около 6,6 миллионов за 2012 год. Для сравнения, в 1990-м году в возрасте до 5 лет умерло более 12 миллионов детей.
Более половины смертности приходится на Африку. 94 % случаев детской смертности приходится всего на 60 стран, 1 % на развитые страны.

## Причины
Основные причины детской смертности:
- Младенческая смертность (неонатальные причины)
- пневмония
- диарея
- малярия
- корь
- ВИЧ/СПИД

Причиной 43 % смертей детей являются пневмония, диарея и малярия (данные 2012 г.).
Предпосылкой трети всех детских смертей возраста до 5 лет является недоедание. Решение проблемы с питанием является эффективным способом борьбы с детской смертностью от пневмонии и диареи.
Смертность грудных детей до 1 года вне брака выше по сравнению со смертностью детей в браке (например, в Санкт-Петербурге в 1906—1915 годах смертность внебрачных грудных детей составляла 34,6 на 100 родившихся, а смертность грудных детей в браке составляла 22,7 на 100 родившихся).
В октябре 2014 года ЮНИСЕФ опубликовала данные о том, что ежегодно от насильственных действий погибает 125 тысяч детей (в возрасте от 0 до 19 лет; 75 % из них — в странах, в которых не ведутся военные действия). Большая часть погибших проживала в странах Азии, Африки и Латинской Америки.

## История

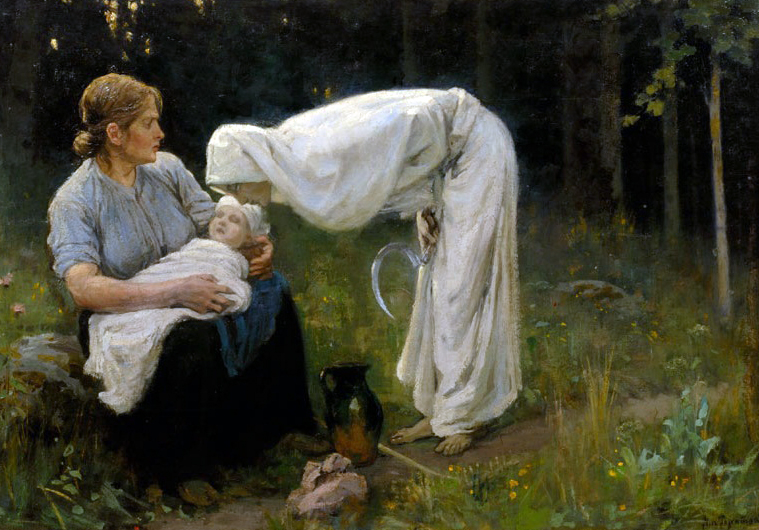
Янис Розенталс, Смерть, 1897

Исторически доиндустриальные и раннеиндустриальные общества характеризовались крайне высокой детской смертностью. В России в 1901 году доля умерших в возрасте до 1 года составляла 40,5 % от числа родившихся. В первом десятилетии XX века этот показатель медленно снижался и к 1910 году достиг 38 %. В европейских странах в 60-х годах XIX века доля детей, умерших до 5 лет, составляла от 23 % в Швеции и 26 % в Великобритании до 49 % в Германии. В начале XX века этот показатель снизился в Германии примерно до 30 %.
В первой половине XX века детская смертность снижалась, достигнув к 1940 году в западноевропейских странах, США и Японии 5—15 %. В России перелом произошел в 1940-е и 1950-е годы с применением антибиотиков и сульфаниламидов, к 1960 году детская смертность стала ниже 5 %.